# Radowan
Radowan, Radwan, Redwan – staropolskie/słowiańskie imię męskie od psł. *radovati (sę), radъ - radować (się), (być) rad. Znaczenie imienia: "radujący się". Współcześnie popularne imię czeskie i południowosłowiańskie w pisowni Radovan, cyrylickie Радован.

Co do imion złożonych z morfemem Rado: Radociech, Radosław, Radomił, Radomier, Radomir, Radowit, Radowuj, Cieszyrad, Bogurad, Gościrad etc. to w grę może wchodzić również pochodzenie od staropolskiego radzić "troszczyć, dbać o coś", od psł. *raditi lub radzić "udzielać rady" zapożyczonego ze śwn. raden.
Imiona pokrewne: Radost

## Znane osoby noszące imię
- Radovan Karadžić
- Mistrz Radowan (chrw. Majstor Radovan) dalmatyński XIII-wieczny architekt

## Miejscowości pochodzące od imienia
Od imienia pochodzi między innymi nazwa wsi Radwanice na Dolnym Śląsku.